# Jim Wynorski
Jim Wynorski, właśc. James Wnoroski (ur. 14 sierpnia 1950 w Glen Cove w hrabstwie Nassau w Nowym Jorku) – amerykański reżyser, scenarzysta i producent filmowy. Kreator kina klasy „B” oraz filmów exploitation od wczesnych lat osiemdziesiątych.
Jest twórcą i współtwórcą blisko pięćdziesięciu filmów fabularnych. Pierwotnie jego filmy trafiały do dystrybucji filmowej – film Roboty śmierci odnosił nawet nieznaczne sukcesy w notowaniu amerykańskiego box office’u; późniejsze projekty reżysera były już produkowane dla prywatnych telewizji oraz na rynek VHS/DVD.
Udzielał się również w swoich filmach pod pseudonimami artystycznymi: Jay Andrews, Arch Stanton, H.R. Blueberry oraz Noble Henry.

## Filmografia
- 2012: Piraniokonda
- 2009: Cleavagefield
- 2009: Para-Knockers Activity
- 2007: Zjadacz kości (Bone Eater)
- 2007: Miasto ponętnych żon (The Breastford Wives)
- 2006: Bunt maszyn (A.I. Assault)
- 2005: Twarde lądowanie (Crash Landing)
- 2005: Bare Wench: The Final Chapter
- 2005: Komodo kontra kobra (Komodo vs. Cobra)
- 2005: Lodowe piekło (Sub Zero)
- 2005: Lust Connection
- 2004: Klątwa Komodo (The Curse of the Komodo)
- 2004: The Thing Below
- 2004: Gargoyle
- 2003: Zagubiony skarb (Lost Treasure)
- 2003: More Mercy
- 2003: Busty Cops
- 2003: Treasure Hunt
- 2003: Masakra cheerleaderek (Cheerleader Massacre)
- 2002: Projekt Viper (Project Viper)
- 2002: The Bare Wench Project 3: Nymphs of Mystery Mountain
- 2002: Gale Force
- 2001: Żona sąsiada (Thy Neighbor's Wife)
- 2001: Podpalacz (Ablaze)
- 2001: The Bare Wench Project 2: Scared Topless
- 2001: Raptor
- 2000: Milicja (Militia)
- 2000: The Bare Wench Project
- 2000: Crash Point Zero
- 2000: Rangers
- 1999: Niewidzialny myśliwiec (Stealth Fighter)
- 1999: Ostatnia podróż (Final Voyage)
- 1998: Projekt Pandora (The Pandora Project)
- 1998: Pustynny piorun (Desert Thunder)
- 1998: Gliniarz przyszłości (Storm Trooper)
- 1997: Wbrew prawu (Against the Law)
- 1996: The Assault
- 1996: Uwolnić szkołę (Demolition High)
- 1996: Vampirella
- 1995: Sorceress
- 1995: Tropiciel (Hard Bounty)
- 1995: Victim of Desire
- 1995: Wirtualna żądza (Virtual Desire)
- 1995: The Wasp Woman
- 1995: Chemia ciała 4 (Body Chemistry 4: Full Exposure)
- 1994: Ghoulies IV
- 1994: Dinosaur Island
- 1994: Munchie kontratakuje (Munchie Strikes Back)
- 1994: Chemia ciała III (Point of Seduction: Body Chemistry III)
- 1993: Grzechy pożądania (Sins of Desire)
- 1993: Mała milionerka (Little Miss Millions)
- 1992: Mój kumpel Munchie (Munchie)
- 1992: 976: Zły 2 (976-EVIL 2: The Astral Factor)
- 1991: Scream Queen Hot Tub Party
- 1990: The Haunting of Morella
- 1990: Transylvania Twist
- 1990: Nocny koszmar (Sorority House Massacre 2)
- 1990: Hard to Die
- 1989: Powrót potwora z bagien (The Return of Swamp Thing)
- 1988: Nie z tej ziemi (Not of This Earth)
- 1987: Big Bad Mama II
- 1987: Łowca śmierci 2: Pojedynek tytanów (Deathstalker II)
- 1986: Roboty śmierci (Chopping Mall)
- 1983: The Lost Empire

## Nagrody i nominacje
| Rok  | Nagroda                            | Kategoria         | Film              | Rezultat  |
| ---- | ---------------------------------- | ----------------- | ----------------- | --------- |
| 2003 | DVD Premiere (DVD Exclusive Award) | Najlepszy reżyser | Gale Force (2002) | Nominacja |